# Cyclura carinata
Cyclura carinata là một loài thằn lằn trong họ Iguanidae. Loài này được Harlan mô tả khoa học đầu tiên năm 1824.

## Hình ảnh

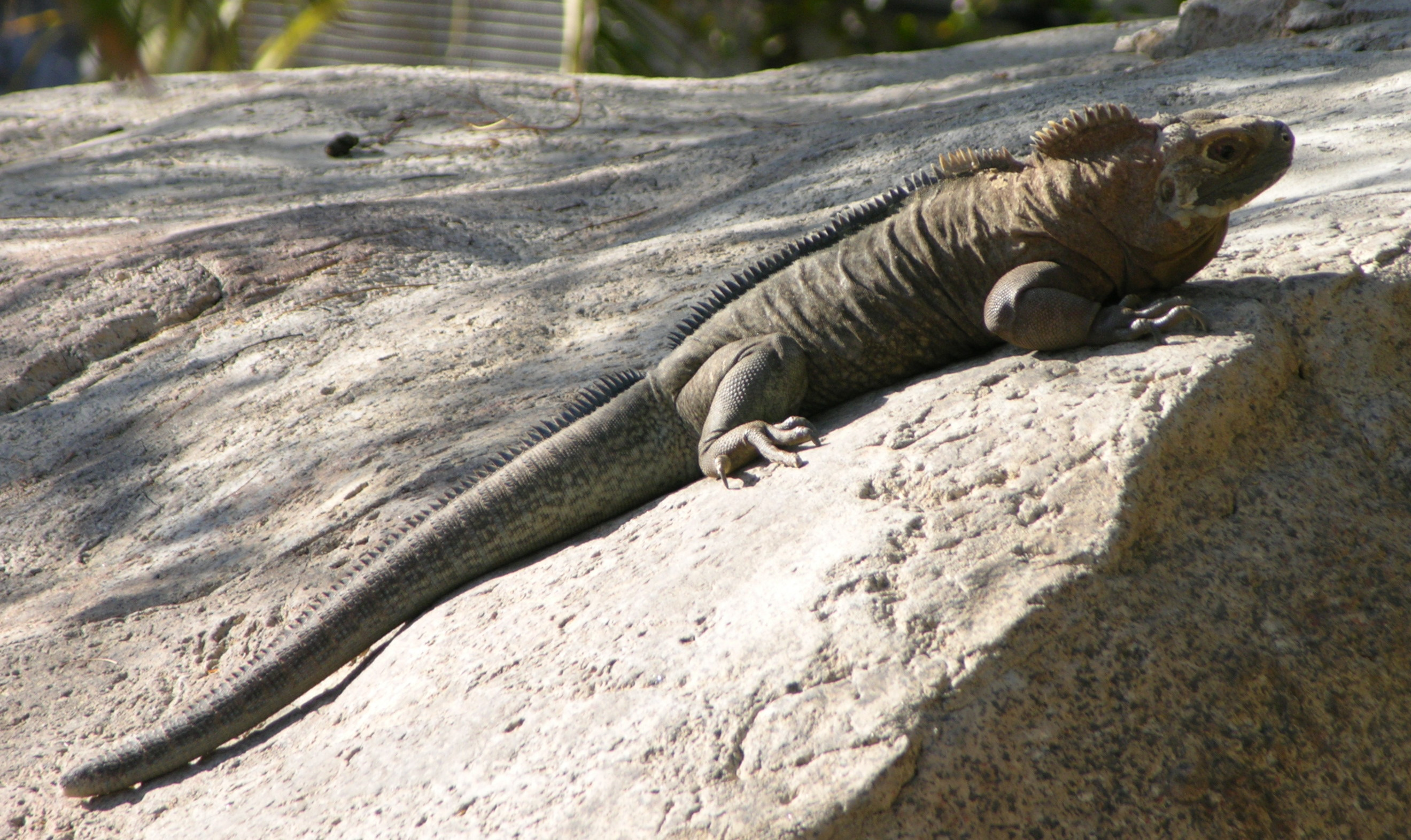
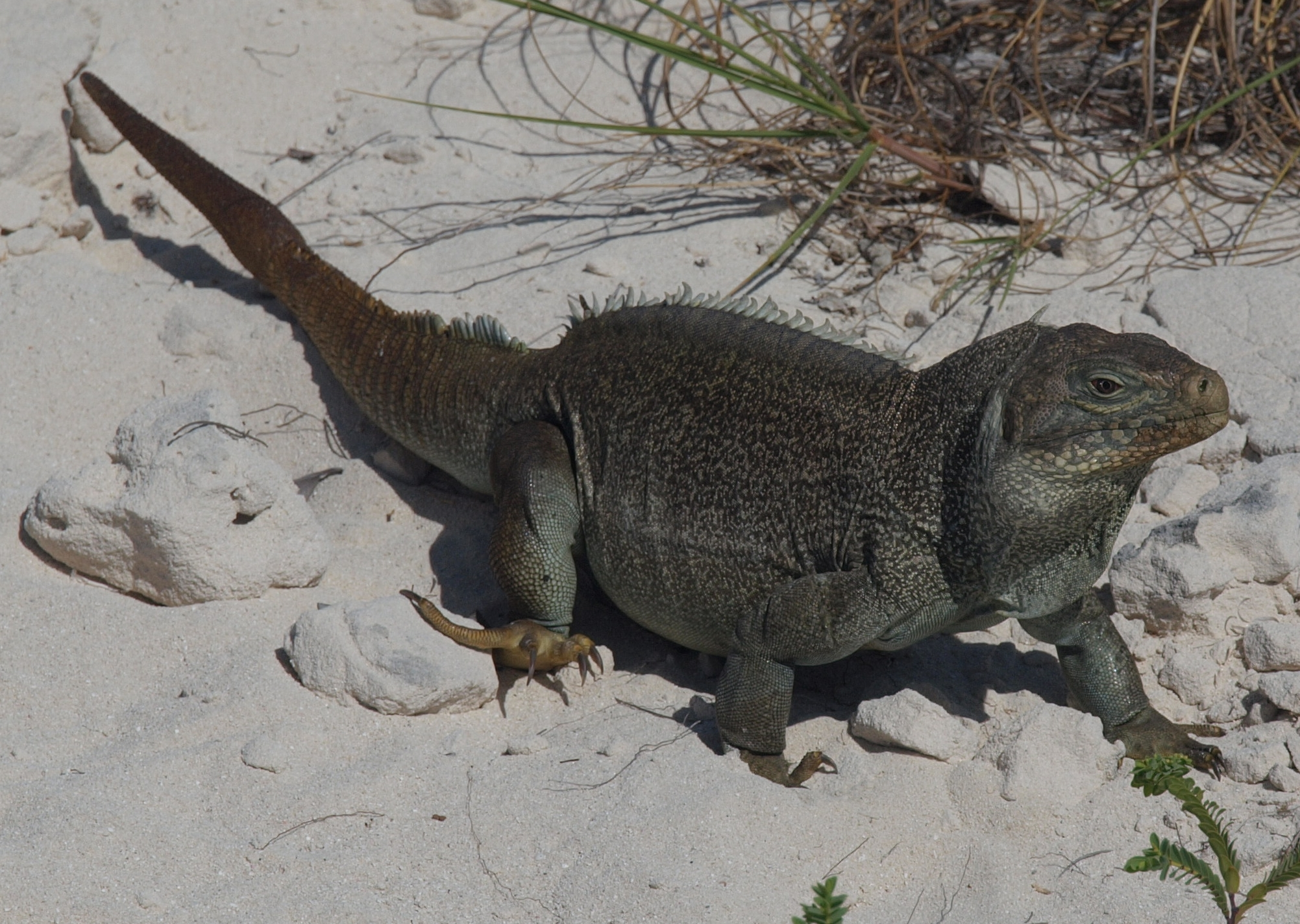